# 332
Cette page concerne l'année 332  du calendrier julien. Pour l'année 332 av. J.-C., voir 332 av. J.-C. Pour le nombre 332, voir 332 (nombre).
L'année 332 est une année bissextile qui commence un samedi.

## Événements
- 18 février : les Romains avec à leur tête le futur Constantin II, venus au secours des Sarmates de la plaine de la Tisza, battent les Goths dans la région de Temes (Banat actuel)[1]. Les Grecs du Bosphore Cimmérien, alliés des Romains, attaquent conjointement les Goths par l'est. Le roi des Goths Tervinges Ariaric s'engage à fournir un corps de 40 000 auxiliaires pour protéger les frontières du Danube[2].
- 18 mai : début de la distribution gratuite de grains à Constantinople (annone)[2].
- 17 octobre : Constantin est à Constantinople où il séjourne encore le 27 septembre 333[3].
- 30 octobre : Constantin Ier renforce les liens attachant les colons à leur terre[4]. Les colons seront attachés à la terre à laquelle ils sont attribués sur les registres officiels du cens. Interdiction est faite au maître de les vendre, de les affranchir, de les transférer ailleurs sauf dans une autre de ses terres à condition que cette terre soit inscrite au même chapitre du cens. Le colon n’a ni le droit de quitter le pays, ni d’entrer au service militaire, ni d’interrompre son travail. Un seul privilège lui reste : le maître ne peut, sans son aveu, rien changer aux conditions du fermage. La condition de colon devient héréditaire.

- Concile d'Antioche où sont discutés 25 canons disciplinaires sur les diverses fonctions ecclésiastiques. Élection de l'évêque Euphronius, originaire de Césarée de Cappadoce, partisan d'Eusèbe[5].